# Sannes
Sannes település Franciaországban, Vaucluse megyében. Lakosainak száma 292 fő (2022. január 1.). Sannes Cabrières-d’Aigues, Ansouis, Cucuron és La Motte-d’Aigues községekkel határos.

## Népesség
A település népessége az elmúlt években az alábbi módon változott:
| Lakosok száma | 188  | 212  | 237  | 240  | 253  | 265  | 278  | 292  | 292  |
|               | 2013 | 2015 | 2016 | 2017 | 2018 | 2019 | 2020 | 2021 | 2022 |